# La Guera
La Guera anche La Güera, Uad Guenifa, La Agüera o Lagouira è una città sulla costa atlantica del Sahara Occidentale.

## Posizione geografica
È posizionata nell'estremo sud del Sahara Occidentale al confine mauritano, sul lato occidentale della penisola, lunga 65 chilometri conosciuta come Cabo Blanco o Ras Nouadhibou, vicino alle città mauritane di Nouadhibou e Cansado.

## Società

### Evoluzione demografica
Tabella abitanti:
| Anno              | Abitanti |
| ----------------- | -------- |
| 1994 (censimento) | 509      |
| 2004 (censimento) | 3.726    |

## Storia
Durante l'amministrazione spagnola, si chiamava La Agüera. 
La Agüera fu fondata nel 1920 dal colonnello Bens, quando la Spagna costruì una base aerea nella parte occidentale della penisola, a pochi chilometri dall'insediamento francese di Port-Étienne (attuale Nouadhibou) nella parte orientale della stessa penisola (nella Convenzione di Madrid del 1912, la Spagna e la Francia si accordarono su una frontiera, fra la colonia francese della Mauritania e i possessi spagnoli, che tagliava a metà la penisola). Dopo pochi anni, nel 1924 fu incorporata nella colonia confinante del Río de Oro. Durante il breve periodo in cui fu una colonia separata, furono emessi francobolli propri.
Fu occupata dalla Mauritania il 20 dicembre 1975, confermandone l'annessione con gli accordi di Rabat del 14 aprile 1976, fra il Marocco e la Mauritania. Sconfitta la Mauritania dalle truppe del Fronte Polisario, il governo mauritano abbandona la zona sud del Sahara Occidentale (occupata in tempi brevi dal Marocco) e riconosce la Repubblica Democratica Araba dei Sahraui. La Guera è ora amministrata dalla Mauritania visto che la costruzione del muro marocchino rasenta il confine e non permette continuità fra la penisola e le zone controllate dalla RASD.

## I francobolli della colonia
Nel giugno 1920, la Spagna emise francobolli con la sovrastampa "LA AGÜERA" su precedenti della colonia del Río de Oro. Nel 1922 emise una serie con Alfonso XIII con la doppia iscrizione "SAHARA OCCIDENTAL / LA AGÜERA".  Furono sostituiti nel 1924 da francobolli del Sahara Spagnolo.

## L'andamento demografico della città
La stima degli abitanti al momento dell'assorbimento della città nel Río de Oro era di circa 1.000 persone, nel 1994 al censimento le persone erano 509 e nel 2004 erano salite a 3729.

## La foca monaca a La Guera
La foca monaca viene considerata una delle dieci specie di mammiferi col maggior rischio di estinzione. A La Guera c'è la colonia di foche monache che viene stimata come la più popolosa al mondo. Si stima una quantità di 150 foche su una popolazione mondiale di 500 esemplari. Intorno al 1995-2000 la colonia subì una epidemia virale dovuta a un'alga che fece morire il 75% della popolazione. Risolto il problema e recuperato un livello sufficiente della popolazione si sta programmando un trasferimento in zone dove la specie si è estinta o senza la possibilità di riproduzione. È in programma un primo trasferimento in Spagna.

## La Guera a Tindouf
Nelle quattro wilaya in cui si strutturano i campi dei rifugiati Saharawi a Tindouf, La Guera è una daira nella wilaya de Auserd della RASD.

### Città gemellate con la daira della Guera nel campi rifugiati di Tindouf
- Crevillente, Spagna
- Górliz, Spagna
- Guadix, Spagna
- Leganés, Spagna
- Monteriggioni, Italia
- Piteglio, Italia
- El Puerto de Santa María, Spagna
- Santa Lucía de Tirajana, Spagna
- Valle de Yerri, Spagna
- Vitoria, Spagna